# Geordan Murphy
Geordan Murphy (ur. 19 kwietnia 1978 w Dublinie) – irlandzki gracz rugby union, reprezentant Irlandii i British and Irish Lions. W latach 1997–2013 występował na pozycji obrońcy w angielskim klubie Leicester Tigers i był kapitanem drużyny. Od 2013 roku asystent trenera w Leicester Tigers.

## Kariera klubowa
Geordan Murphy dołączył do klubu Leicester Tigers w 1997 roku. Karierę rugbysty zakończył w 2013 roku – ostatni mecz rozegrał 4 maja przeciwko London Irish. W barwach Leicester Tigers wystąpił ponad 300 razy i zdobył 90 przyłożeń.
W 2013 roku rozpoczął pracę w tym klubie jako asystent trenera.

## Kariera reprezentacyjna

### Reprezentacja Irlandii
W reprezentacji Irlandii Geordan Murphy zadebiutował 10 czerwca 2000 roku w meczu przeciwko Stanom Zjednoczonym i zdobył 10 punktów. Ostatni mecz w reprezentacji Irlandii rozegrał natomiast 25 września 2011 roku przeciwko Rosji podczas finałów Pucharu Świata.
| Turniej                | Lata      | Liczba meczów | Liczba punktów | Liczba przyłożeń | Liczba drop goali |
| ---------------------- | --------- | ------------- | -------------- | ---------------- | ----------------- |
| Puchar Sześciu Narodów | 2001–2010 | 33            | 38             | 7                | 1                 |
| Puchar Świata w rugby  | 2007–2011 | 4             | 5              | 1                | 0                 |

### Reprezentacja British and Irish Lions
W 2005 roku Geordan Murphy rozegrał siedem meczów w barwach British and Irish Lions, m.in. przeciwko Argentynie i Nowej Zelandii.

## Osiągnięcia

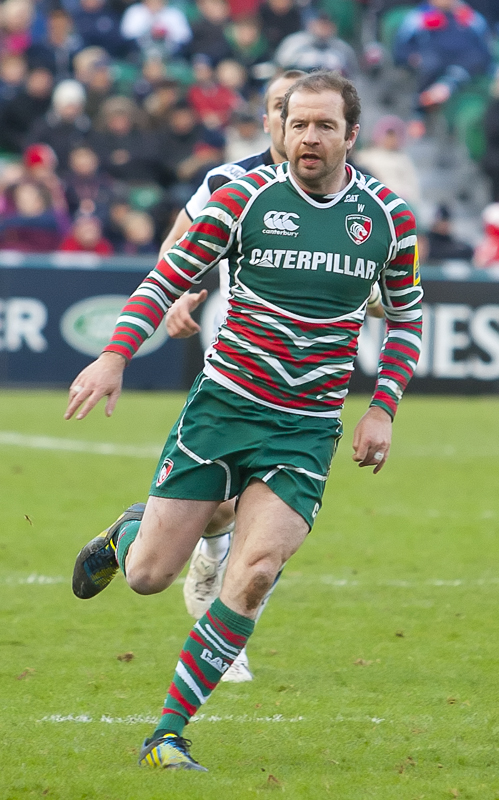
Geordan Murphy, mecz Leicester Tigers przeciwko Bath, 1 grudnia 2012

| Rok  | Leicester Tigers (English Premiership) | Reprezentacja Irlandii                  | Wyróżnienia                                           |
| ---- | -------------------------------------- | --------------------------------------- | ----------------------------------------------------- |
| 1999 | Mistrzostwo                            |                                         |                                                       |
| 2000 | Mistrzostwo                            | Debiut w reprezentacji                  |                                                       |
| 2001 | Mistrzostwo                            |                                         |                                                       |
| 2002 | Mistrzostwo                            |                                         |                                                       |
| 2005 | Mistrzostwo                            |                                         |                                                       |
| 2006 | Wicemistrzostwo                        |                                         |                                                       |
| 2007 | Wicemistrzostwo                        | Turniej finałowy Pucharu Świata w Rugby | Przyłożenie sezonu 2006−2007 drużyny Leicester Tigers |
| 2009 | Mistrzostwo                            |                                         |                                                       |
| 2010 | Mistrzostwo                            |                                         |                                                       |
| 2011 | Mistrzostwo                            | Ćwierćfinał Pucharu Świata w Rugby      |                                                       |
| 2012 | Wicemistrzostwo                        |                                         |                                                       |
| 2013 | Wicemistrzostwo                        |                                         |                                                       |